# トニー・コックス
トニー・コックスはイギリスの音楽家。ポップスのアレンジャー。

## 略歴
1966年にダグラス・マックレエ＝ブラウンと「ザ・ヤング・アイディア」というボーカル・デュオを結成。1967年にビートルズの「ウィズ・ア・リトル・ヘルプ・フロム・マイ・フレンズ」をカヴァーした。
1970年、イエスの2作目のアルバム『時間と言葉』（原題: Time And A Word）でオーケストラ・アレンジと指揮を担当した。彼を起用したのは、プロデューサーのトニー・コルトンであるとされる。本作の第一曲目の「チャンスも経験も要らない」では、映画『大いなる西部』のテーマ曲がオーケストラによって導入された。